# 鄭世忠
鄭世忠（1975年7月6日生），臺灣運動醫學領域的學者與教育官員，現任中華民國教育部體育署署長
，曾任教於高雄醫學大學與國立體育大學，並擔任後者總務長及管理學院院長等職務。

## 生平
鄭世忠出生於臺灣臺南市，畢業於國立臺南第一高級中學。大學就讀於高雄醫學院（今高雄醫學大學）復健醫學系物理治療組，並取得物理治療師資格。曾在臺灣大學醫學院物理治療學系擔任助教，之後前往英國諾丁漢大學進修，取得運動醫學碩士與博士學位，研究領域包括運動傷害預防等。
返國後，在高雄醫學大學任教，並參與2009年高雄世界運動會之運動傷害防護事務。其後轉任國立體育大學擔任教授職，歷任競技與教練科學研究所所長、國際事務中心主任、總務長與管理學院院長等職。

## 體育組織參與
鄭亦參與多項體育組織之職務，包括中華民國田徑協會副秘書長、中華奧林匹克委員會副秘書長（2018–2021年）、中華民國運動教練學會秘書長（2011–2015年）。此外，曾擔任亞洲教練科學會秘書長（2012–2018年），並自2015年起為亞洲田徑總會醫療委員會委員。

## 教育部體育署
2023年2月20日，鄭世忠借調接任教育部體育署署長職務，根據公視新聞網報導為歷任署長中最年輕者，主要以選手為核心的思維作為施政原則。
任內協助行政院籌備運動部，並配合賴清德總統運動施政方向，提出關於全民運動與運動產業的連結、新設適應運動司全力推動身心障礙國民參與運動、體育班轉型朝向社團化與社區化發展、改善運動科學研究條件，以及特定體育團體改革等。